# Heteropoda chelata
Heteropoda chelata este o specie de păianjeni din genul Heteropoda, familia Sparassidae. A fost descrisă pentru prima dată de Strand, 1911. Conține o singură subspecie: H. c. vittichelis.